# 纳尔考
纳尔考（義大利語：Narcao，或译为纳尔卡奥），是意大利撒丁大区南撒丁省的一个市镇。总面积85.96平方公里，人口3403人，人口密度39.6人/平方公里（2009年）。ISTAT代码为107012。

## 友好城市
- 義大利博韦尼奥
- 法國莱吕德维涅